# لورانس جونسون
لورانس جونسون (بالإنجليزية: Lawrence Johnson)‏ هو سياسي أمريكي، ولد في 26 أبريل 1908، وتوفي في 1 مايو 1994. حزبياً، نشط في الحزب الجمهوري. وقد انتخب عضو جمعية ولاية ويسكونسن.